# Charles-Alexandre de Marches

Het wapen van de heerlijkheid Guirsch

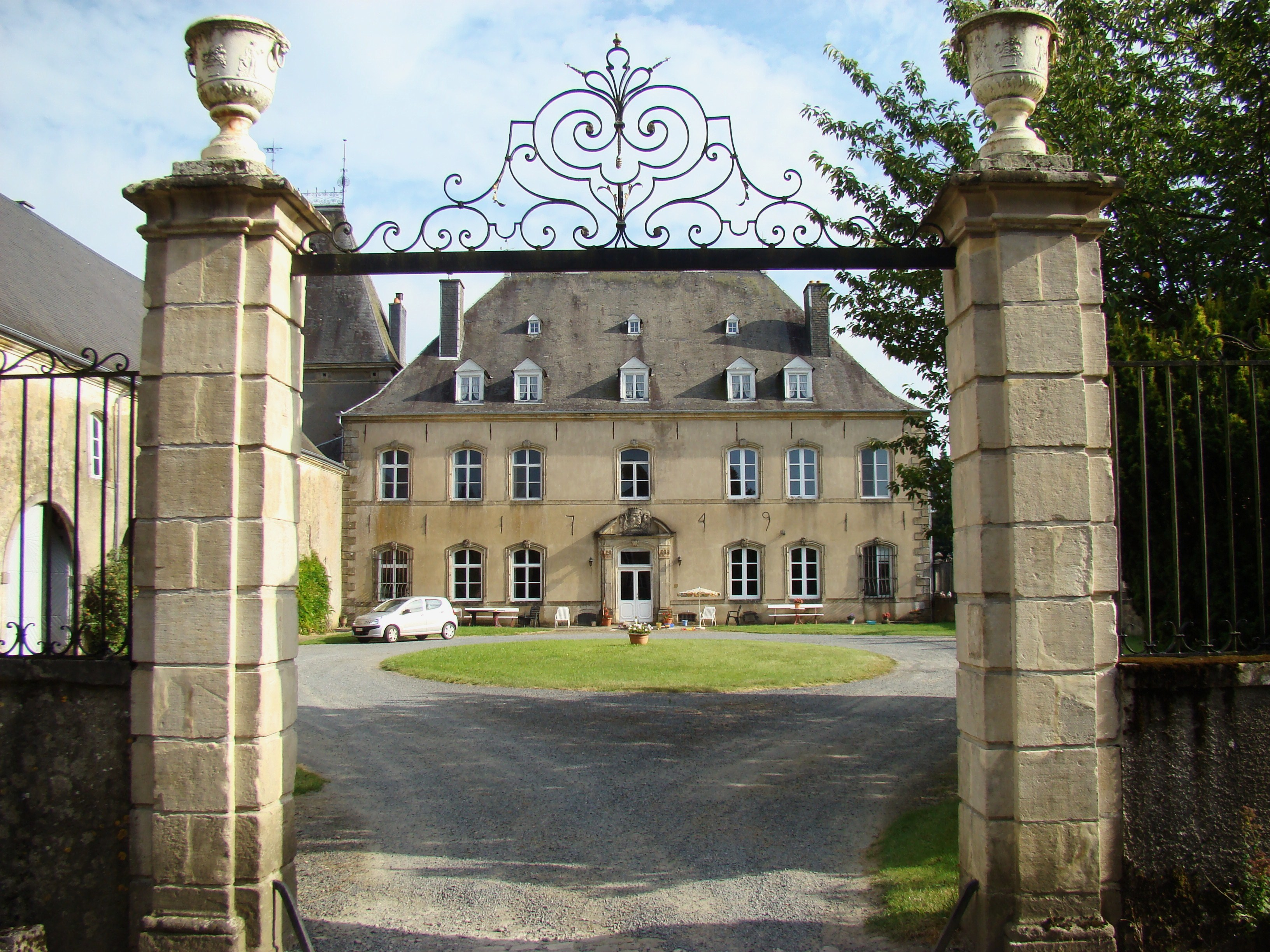
Het kasteel van Guirsch

Charles-Alexandre de Marches (Guirsch, 15 mei 1775 - Jarville-la-Malgrange, 1 mei 1822) was een Zuid-Nederlands edelman.

## Levensloop

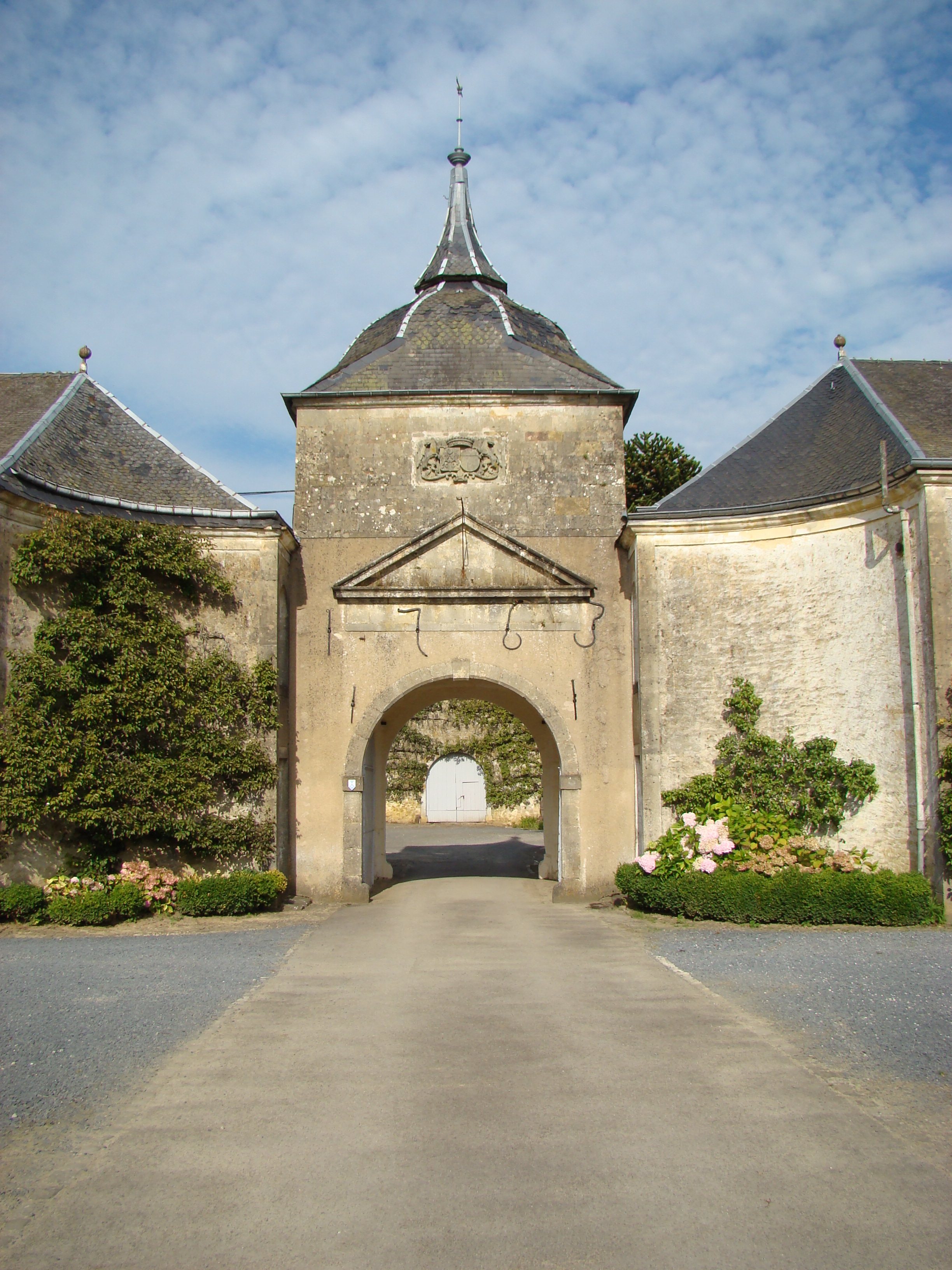
De toegang tot het kasteel van Guirsch

De familie de Marches behoorde tot een notabele, zo niet adellijke familie uit de streek van de Moezel, met volgende ascendentie:
- Jacques de Marches, officier, getrouwd met Jeanne-Marie Le Doulx de Maignan.
  - Jean de Marches, kapitein bij de cavalerie, getrouwd met Catherine de Superiori.
    - Jean de Marches, getrouwd met Anne-Claire de Vaucleroy.
      - André de Marches, gedeputeerde van de Staten van Luxemburg, verkreeg in 1751 van keizerin Maria-Theresia de erfelijke titel baron (en adelsverheffing, tenzij die al vroeger was toegekend). 
        - baron Jean-Henri de Marches, heer van Guirsch, getrouwd met Agatha du Han de Martigny.
          - Charles-Alexandre de Marches, was in opvolging van zijn vader de laatste heer van Guirsch en officier bij de dragonders van het regiment Latour. Hij trouwde in 1796 met Félicité de Senzeille (1777-1829). Ze hadden vijf kinderen. In 1784, hij was toen nog een kind, werd hij peter van de parochieklok in Beckerich. Hij verving er zijn overleden vader, terwijl zijn moeder meter was van de klok. In 1816 werd hij erkend in de erfelijke adel met de titel baron, overdraagbaar bij eerstgeboorte en benoeming in de Ridderschap van Luxemburg.
            - baron Alphonse de Marches (1802-1861), trouwde met Justine de Pforzheim (1798-1863).
              - baron Ferdinand de Marches (1818-1892), trouwde met Zoé Vilain XIIII (1824-1905).
                - Charles de Marches, (1822-1849), laatste telg.

              - Edouard de Marches (1820-1873) was burgemeester van Colpach-Ell en nam in 1865 de Luxemburgse nationaliteit aan.

De familie is uitgestorven.